# 索奇米尔科
索奇米尔科（西班牙語：Xochimilco，[sotʃiˈmilko]，[ʃoːtʃiˈmiːlko] ⓘ）是墨西哥墨西哥联邦区的一个镇区，人口约40万。
索奇米尔科于1987年入选联合国教科文组织世界文化遗产。